# Eagle Grove
Eagle Grove és una població dels Estats Units a l'estat d'Iowa. Segons el cens del 2000 tenia 3.712 habitants.

## Demografia
Segons el cens del 2000, Eagle Grove tenia 3.712 habitants, 1.511 habitatges, i 994 famílies. La densitat de població era de 361 habitants/km².
Dels 1.511 habitatges en un 29,8% hi vivien nens de menys de 18 anys, en un 53,7% hi vivien parelles casades, en un 8,5% dones solteres, i en un 34,2% no eren unitats familiars. En el 30,1% dels habitatges hi vivien persones soles el 14,9% de les quals corresponia a persones de 65 anys o més que vivien soles. El nombre mitjà de persones vivint en cada habitatge era de 2,39 i el nombre mitjà de persones que vivien en cada família era de 2,96.
Per edats la població es repartia de la següent manera: un 25,7% tenia menys de 18 anys, un 6,9% entre 18 i 24, un 25,1% entre 25 i 44, un 21,7% de 45 a 60 i un 20,6% 65 anys o més.
L'edat mediana era de 40 anys. Per cada 100 dones de 18 o més anys hi havia 89,2 homes.
La renda mediana per habitatge era de 35.505 $ i la renda mediana per família de 42.757 $. Els homes tenien una renda mediana de 30.930 $ mentre que les dones 19.487 $. La renda per capita de la població era de 20.563 $. Entorn del 2,8% de les famílies i el 5,7% de la població estaven per davall del llindar de pobresa.

## Poblacions més properes
El següent diagrama mostra les poblacions més properes.